# باري لويد (لاعب كريكت)
باري لويد (6 سبتمبر 1953 في المملكة المتحدة - 1 ديسمبر 2016)  (بالإنجليزية: Barry Lloyd)‏ هو لاعب كريكت بريطاني.

## وصلات خارجية
- باري لويد على موقع إي آس بي آن كريك إنفو (الإنجليزية)